# Турия (Ковасна)
Вижте пояснителната страница за други значения на Турия.
Турия (на румънски: Turia; на унгарски: Torja) е село в централна Румъния, окръг Ковасна. Административен център на община Турия. Населението на селото през 2002 година е 3568.